# 東京都立足立西高等学校
東京都立足立西高等学校（とうきょうとりつあだちにしこうとうがっこう）は、東京都足立区江北五丁目に所在する都立高等学校である。

## 概要
1974年、足立区の都立高校では4校目の普通科高校として開校。

## 沿革
- 1973年
  - 12月7日 東京都立足立高等学校上沼田分校として設立許可
  - 12月19日 開設事務所を足立高校内に設置。学校群制度には組み込まれず、単独選抜制度導入
- 1974年
  - 4月1日 東京都立足立西高等学校と改称し開校
  - 4月9日 第1回入学式挙行（185名入学・4学級編成）。翌日東京都立深川商業高等学校内仮校舎で授業開始
- 1975年
  - 7月10日 第1期工事完成（普通教室18・生物教室・化学教室・体育館）
  - 7月16日 現在地の新校舎へ移転
  - 10月31日 第2期工事完成（特別教室・管理室）
- 1976年
  - 4月14日 第3期工事完成（格技場）
  - 12月1日 開校記念式典挙行
- 1977年
  - 1月20日 グラウンド工事完成
  - 3月16日 第1回卒業証書授与式挙行、181名卒業
  - 4月30日 テニスコート・裏門完成
- 1982年 グループ合同選抜制度導入、江北・足立・淵江・足立東・青井・足立新田の各校と52グループを組む
- 1983年11月1日 創立10周年記念式典挙行
- 1986年12月22日 第2グラウンド完成
- 1993年11月6日 創立20周年記念式典挙行
- 1994年 単独選抜制度導入
- 1996年 1996年度入学生より制服改訂
- 2003年10月31日 創立30周年記念式典挙行
- 2013年11月2日 創立40周年記念式典挙行。制服改定
- 2018年 都教育委員会より特別指定校に指定され、学力定着、キャリア教育充実に取り組む

## 交通
出典 : 
電車
- 東京都交通局日暮里・舎人ライナー江北駅より徒歩7分
- 東武大師線大師前駅より徒歩18分

バス
| 運行事業者   | 乗車駅           | 系統             | 下車停留所              |
| ------------ | ---------------- | ---------------- | ----------------------- |
| 都営バス     | 見沼代親水公園駅 | 里48             | 「江北陸橋下」、徒歩3分 |
| 都営バス     | 王子駅           | 王49             | 「江北陸橋下」、徒歩3分 |
| 国際興業バス | 赤羽駅           | 赤27             | 「江北陸橋下」、徒歩3分 |
| 東武バス     | 西新井駅         | 西01・西08       | 「江北陸橋下」、徒歩3分 |
| 東武バス     | 北千住駅         | 北05             | 「江北陸橋下」、徒歩3分 |
| 東武バス     | 亀有駅           | 王30（王子駅行） | 「江北陸橋下」、徒歩3分 |

## 著名な出身者
- 中島吉謙（ボクシング第28代日本スーパーバンタム級チャンピオン）
- 木村千歌（漫画家）
- 小暮英麻（声優）
- 高山みなみ（声優）
- 永井佑一郎（お笑い芸人）
- 栗原正尚（漫画家）
- 稲荷直史（歌手：リコチェットマイガール）
- 古川祐一（アマチュア野球指導者：神奈川大学野球部監督）
- 野里慶士郎（プロ野球選手）